# Pomona (Kalifornie)
Pomona je sedmé největší město v okrese Los Angeles County. Nachází se ve státě Kalifornie ve Spojených státech amerických. Leží 43 kilometrů východně od Los Angeles, 40 km severně od Santa Anna, 50 km západně od Riverside a 60 km západně od San Bernardina. V přibližně 59,5 km² velkém městě žije přibližně 152 tisíc obyvatel. Město se jmenuje podle Pomony, římské bohyně ovocných stromů a sadů.

## Historie
Oblast původně obýval indiánský kmen Tongva. Prvními osadníky byli Ricardo Vejar a Ygnacio Palomares. Usadili se zde ve 30. letech 19. století, tedy období, kdy Kalifornie patřila Mexiku. První anglo-američtí osadníci zde přišli po podepsání mírové smlouvy z Gaudalupe Hidalgo, kdy se Kalifornie stala součástí USA.

## Rodáci
Narodili se zde například herečka Jessica Alba, hudebník Tom Waits nebo astronaut Victor Glover.